# Milan Albrecht
Milan Albrecht (* 16. července 1950) je bývalý slovenský fotbalista, útočník, československý reprezentant, účastník mistrovství světa roku 1970 v Mexiku (do bojů šampionátu ovšem přímo nezasáhl), mistr Evropy do 18 let 1968 a do 23 let z roku 1972.

## Fotbalová kariéra
V československé reprezentaci odehrál 5 zápasů a v nich vstřelil 2 góly (v přátelském zápase s Rakouskem a kvalifikačním utkání s Finskem). V československé lize hrál za Jednotu Trenčín, Baník Ostrava a TJ Vítkovice. Nastoupil ve 334 ligových utkáních a dal 65 gólů. S Baníkem Ostrava získal 3 mistrovské tituly. V evropských pohárech nastoupil ve 25 utkáních a dal 6 gólů, v Poháru mistrů evropských zemí nastoupil ve 4 utkáních, v Poháru vítězů pohárů nastoupil ve 12 utkáních a dal 4 góly a v Poháru UEFA nastoupil v 9 utkáních a dal 2 góly.

## Ligová bilance
| Ročník                                      | Zápasy | Góly | Klub                  |
| ------------------------------------------- | ------ | ---- | --------------------- |
| 1. československá fotbalová liga 1967/68    | 15     | 2    | Jednota Trenčín       |
| 1. československá fotbalová liga 1968/69    | 25     | 7    | Jednota Trenčín       |
| 1. československá fotbalová liga 1969/70    | 30     | 8    | Jednota Trenčín       |
| 1. československá fotbalová liga 1970/71    | 30     | 6    | Jednota Trenčín       |
| 1. československá fotbalová liga 1971/72    | 30     | 3    | Jednota Trenčín       |
| 1. československá fotbalová liga 1972/73    | 15     | 1    | Baník Ostrava         |
| 1. československá fotbalová liga 1973/74    | 29     | 3    | Baník Ostrava         |
| 1. československá fotbalová liga 1974/75    | 28     | 7    | Baník Ostrava         |
| 1. československá fotbalová liga 1975/76    | 15     | 2    | Baník Ostrava         |
| 2. československá fotbalová liga 1976/77    | -      | -    | Dukla Banská Bystrica |
| 1. československá fotbalová liga 1977/78    | 5      | 0    | Dukla Banská Bystrica |
| 1. československá fotbalová liga 1978/79    | 29     | 8    | Baník Ostrava         |
| 1. československá fotbalová liga 1979/80    | 21     | 5    | Baník Ostrava         |
| 1. československá fotbalová liga 1980/81    | 15     | 0    | Baník Ostrava         |
| 1. československá fotbalová liga 1981/82    | 4      | 0    | Baník Ostrava         |
| 1. československá fotbalová liga 1981/82    | 15     | 6    | TJ Vítkovice          |
| 1. československá fotbalová liga 1982/83    | 29     | 7    | TJ Vítkovice          |
| 1. slovenská národní fotbalová liga 1983/84 | 25     | 3    | TTS Trenčín           |
| 1. slovenská národní fotbalová liga 1984/85 | 23     | 1    | TTS Trenčín           |
| 1. liga celkem                              | 334    | 65   |                       |

## Trenérská kariéra
V lize působil jako asistent v FC Karviná.